# آبشار پنگلای
آبشار پنگلای (به لاتین: Penglai Waterfall) یک آبشار در تایوان است که در استان تایوان تایپه واقع شده‌است.